# Ebbe Mogensen
Ebbe Mogensen (født 3. september 1939 i Odense, død 4. oktober 2024 i Vedbæk) var en dansk jurist, der gennem mere end tre årtier virkede som advokat med møderet for Højesteret. Han beskæftigede sig især med økonomisk kriminalitet og ansås indtil sin pensionering som en af Danmarks ypperste forsvarsadvokater.
Ebbe Mogensen var søn af rektor Poul Mogensen og hustru Kirsten født Gravesen og bror til Kristian Mogensen. 
Ebbe Mogensen så oprindelig frem til en karriere i det danske forsvar og begyndte allerede som 17-årig sin militærkarriere efter dispensation.
I forsvaret udmærkede han sig, fik en amerikansk lederuddannelse og blev major.
Mogensens forhold til militæret blev dog ændret, og han ønskede at søge en stilling hos A.P. Møller. Militæret nægtede at frigøre ham fra hans kontrakt. Den tilspidsede sag involverede forsvarsministeren, og spørgsmålet om kontraktopsigelsen blev endda vendt med statsministeren.
Udfaldet blev, at Mogensen blev i militæret et par år, men på dagen for mødet med forsvarsministeren meldte han sig til Københavns Universitets jurastudium for at studere, mens han passede sin militære stilling.[kilde mangler] Hans jurastudium blev gennemført med usædvanlig flid på rekordtid, godt 22 måneder.
Mogensen var forsvarer i en række store sager om økonomisk kriminalitet som:
sagen om Kronebanken,
Hafnia-sagen med Per Villum Hansen,
Kurt Thorsen i PFA-sagen om forfalskede underskrifter,
Memory Card-sagen med John Trolle,
Klaus Riskær Pedersen i hans anden straffesag om økonomisk kriminalitet og Mikael Ljungman for medvirken i en af den nyere tids største svindelsager i Danmark. 
I undersøgelseskommissionen om Færøbanksagen var Ebbe Mogensen udspørger.
Ud over sager om økonomisk kriminalitet var Mogensen blandt andet forsvarer for Annemette Hommel i Hommel-sagen.
Mogensen lod sig pensionere i 2012.
Han dannede i mange år par med sin hustru Annette Mogensen, der var læreruddannet og senere cand.jur. Sammen dannede de et advokatfirma og fik datteren Charlotte.
Ebbe Mogensen giftede sig 16 Oktober 2021 med Lone Steensen
Mogensen var oberstløjtnant og Ridder af Dannebrog.
Ebbe Mogensen er begravet på Hørsholm Kirkegård.
Henrik Tüchsen og Ole Andersen udgav i 2011 biografien Forsvareren - Tæt på elitesoldaten, stjerneadvokaten og retssager, der skrev Danmarkshistorie  om Mogensen og hans karriere i militæret og som forsvarsadvokat.